# ژوراسیک پسین
| سامانه  | ردیف  | اشکوب      | میلیون سال  |
| ------- | ----- | ---------- | ----------- |
| کرتاسه  | پیشین | بریاسین    | → پیش از آن |
| ژوراسیک | پسین  | تیتونین    | ۱۴۵٫۰–۱۵۲٫۱ |
| ژوراسیک | پسین  | کیمریجین   | ۱۵۲٫۱–۱۵۷٫۳ |
| ژوراسیک | پسین  | آکسفوردین  | ۱۵۷٫۳–۱۶۳٫۵ |
| ژوراسیک | میانه | کالووین    | ۱۶۳٫۵–۱۶۶٫۱ |
| ژوراسیک | میانه | باتونین    | ۱۶۶٫۱–۱۶۸٫۳ |
| ژوراسیک | میانه | باجوسین    | ۱۶۸٫۳–۱۷۰٫۳ |
| ژوراسیک | میانه | آلنین      | ۱۷۰٫۳–۱۷۴٫۱ |
| ژوراسیک | پیشین | توآرسین    | ۱۷۴٫۱–۱۸۲٫۷ |
| ژوراسیک | پیشین | پلینسباخین | ۱۸۲٫۷–۱۹۰٫۸ |
| ژوراسیک | پیشین | سینمورین   | ۱۹۰٫۸–۱۹۹٫۳ |
| ژوراسیک | پیشین | هتانجین    | ۱۹۹٫۳–۲۰۱٫۳ |
| تریاس   | پسین  | راتین      | → پس از آن  |

ژوراسیک پسین (انگلیسی: Late Jurassic) سومین دور از دوره ژوراسیک است و زمان زمین‌شناسی از ۱۶۱٫۲ تا ۱۴۵٫۵ (۴٫۰±) میلیون سال پیش را در بر می‌گیرد که آثار و بقایای آن در چینه ژوراسیک بالایی حفظ شده است. در سنگ‌چینه‌شناسی اروپایی نام مالم (malm) نشان‌دهنده سنگ‌های متعلق به ژوراسیک پسین است. در گذشته این نام به این زمان زمین‌شناختی نیز گفته می‌شد اما این کاربرد جهت ایجاد تمایز مشخص بین واحدهای سنگ‌چینه‌شناختی و زمین‌گاه‌شناختی/گاه‌چینه‌شناختی توصیه نمی‌شود.

## جغرافیای دیرینه
در ژوراسیک پسین پانگه‌آ به دو ابرقاره لوراسیا در شمال و گوندوانا در جنوب تقسیم شد. در نتیجه این شکستگی اقیانوس اطلس پدیدار شد، با این حال در این دور اقیانوس اطلس نسبتاً باریک بود.

## اشکال حیات
ژوراسیک پسین به دلیل وجود گونه‌های متعدد دایناسور مانند خزنده‌پایان، ددپایان، زره‌پوشان و پرنده‌پایان مشهور است. سایر جانوران مانند کروکودیل‌ها و پرندگان نخستین در ژوراسیک پدیدار شدند.